# Institut de Wuppertal pour le climat, l'environnement et l'énergie
 (janvier 2020).
Si vous disposez d'ouvrages ou d'articles de référence ou si vous connaissez des sites web de qualité traitant du thème abordé ici, merci de compléter l'article en donnant les références utiles à sa vérifiabilité et en les liant à la section « Notes et références ».
L'Institut de Wuppertal pour le climat, l'environnement et l'énergie est une institution de recherche allemande fondée en 1991 et active dans le domaine de l'écologie et de la durabilité.

## Description
L'Institut Wuppertal recherche et développe des modèles, des stratégies et des instruments de transition vers le développement durable aux niveaux régional, national et international.
L'accent est mis sur les défis liés aux ressources, au climat et à l'énergie dans leurs interactions avec l'économie et la société.